# Steve Fleet
Steve Fleet là một cựu cầu thủ bóng đá và huấn luyện viên bóng đá người Anh.
Ông thi đấu cho Manchester City, Wrexham, Stockport County và Altrincham.
Ông cũng từng dẫn dắt ÍA Akranes và ÍBV